# Wupper
Wupper  er en flod i  den tyske delstat Nordrhein-Westfalen, og en af Rhinens bifloder fra højre. Den  har sit udspring nær Marienheide vest i Sauerland. Den øvre del bliver kaldt Wipper. Floden er 113 km lang og løber gennem byen Wuppertal hvor højbanen Wuppertaler Schwebebahn følger floden over flodlejet.
Floden  ligger i det oprindelige hertugdømme Bergisches Land. Floden er ikke sejlbar, men før industrialiseringen blev vandet udnyttet i garverier og man har udnyttet en del af tilløbene til vandkraft. 
Floden  krydses af den højeste jernbanebro i Tyskland nær Müngsten mellem Remscheid og Solingen. Et par kilometer længere nede af floden ligger Schloss Burg.  Floden  munder ud i Rhinen i Leverkusen, syd for Düsseldorf.